# 克丽·福克斯
克丽·福克斯（英語：Kerry Fox，1966年7月30日—），女，新西兰演员。曾获得柏林国际电影节最佳女演员银熊奖。